# Zygmunt Przyrembel
Zygmunt Przyrembel (ur. 19 września 1874 w Warszawie, zm. 4 września 1943 tamże) – polski chemik cukrownik, historyk przemysłu chemicznego, nauczyciel i wykładowca chemii, dziennikarz i redaktor naczelny "Gazety cukrowniczej".

## Życiorys
Urodził się w Warszawie w rodzinie Bronisława i Felicji z d. Chęcińskiej dnia 19 września 1874. Dziadkiem jego był jeden z budowniczych Kanału Augustowskiego – Michał Przyrembel. Ukończył szkołę realną w Łowiczu, a następnie wydział chemii na Politechnice Lwowskiej.
Rozpoczął pracę w przemyśle cukrowniczym i od 1897 pracował w cukrowniach na Ukrainie, Podolu i w Rosji. Od 1920 pracował w organizacjach cukrowniczych w Warszawie. Organizował szkolnictwo w okresie zaborów oraz nauczał chemii i towaroznawstwa. Po odzyskaniu niepodległości również nauczał chemii w szkołach średnich i na Politechnice Lwowskiej prowadził wykłady z historii przemysłu w Polsce. W latach 1920–39 był redaktorem naczelnym "Gazety Cukrowniczej".
Żonaty z Aleksandrą Wawrzynowicz, miał syna Zygmunta Waleriana.
Zmarł 4 września 1943 w Warszawie i pochowany jest na cmentarzu Powązkowskim (kw. 187-6-9/10).

## Publikacje
- Dzieje cukrownictwa na Litwie, Warszawa 1912,
- Historia cukrownictwa w Polsce, Warszawa 1927,
- Polska bibliografia cukrownicza, Warszawa 1930,
- Farfurnie polskie dawne i dzisiejsze, Lwów 1936.